# نارون اوکاناگانسیس

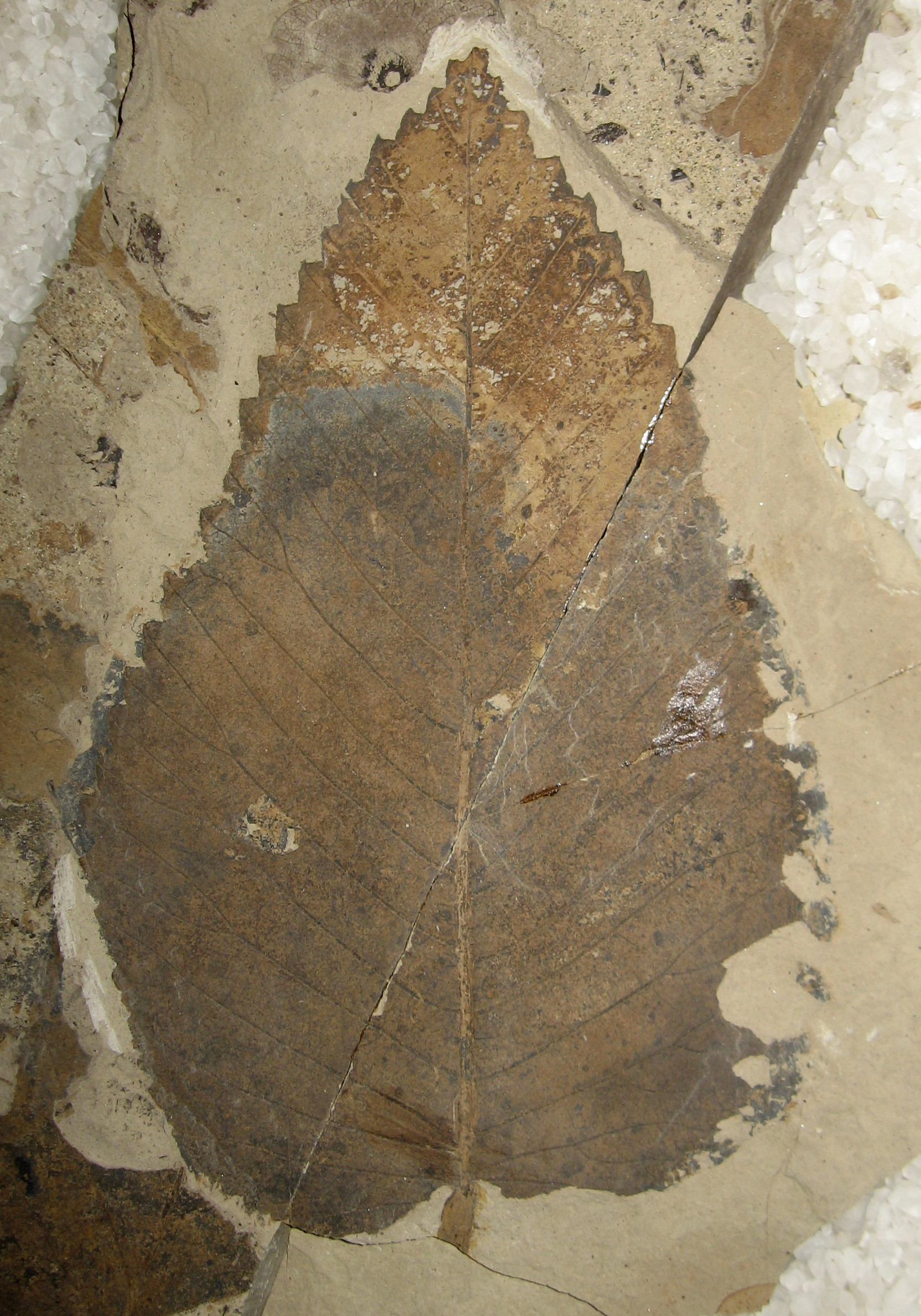
سنگ‌واره نارون اوکاناگانسیس

نارون اوکاناگانسیس (انگلیسی: Ulmus okanaganensis) گونه ای منقرض شده از گیاهان گلدار از خانواده نارونیان است که ژنتیک آن به نارون‌های امروزی مربوط می‌شود. این گونه در فسیل برگ‌ها، گل‌ها و میوه‌های یافت شده در نهشته‌های ائوسن اولیه در شمال ایالت واشینگتن، ایالات متحده و تشکل‌های قدیمی مشابه در بریتیش کلمبیا، کانادا پیدا شده‌است.